# Espero (mitologia)
Espero (in greco antico: Ἓσπερος?, Hèsperos) o, secondo la trascrizione latina, Vespero (in latino Vesperus), è un personaggio della mitologia greca, dio personificazione della luce della sera.
In origine, Espero rappresentava la "stella della sera", ed era una figura distinta rispetto a Fosforo, la stella del mattino, ma in seguito alla scoperta che le due stelle sono in realtà due manifestazioni del pianeta Venere, le due figure vennero assimilate in una.

## Genealogia
Figlio del titano Astreo e della dea Eos, o secondo altre versioni figlio di Eos e Cefalo. Come nel caso del suo corrispondente Fosforo, il latino Ovidio gli attribuisce la paternità di Dedalione e di Ceice ed il grammatico latino Servio Mario Onorato gli attribuisce anche la paternità delle Esperidi.
Igino inoltre aggiunge Leuconoe e cambia il nome del padre da Astreo a Cefalo. Va considerato però che questa discendenza viene scritta da latini che ripresero parte della mitologia greca e che tra gli scritti degli autori greci più antichi non risultano le discendenze qui indicate.

## Mitologia

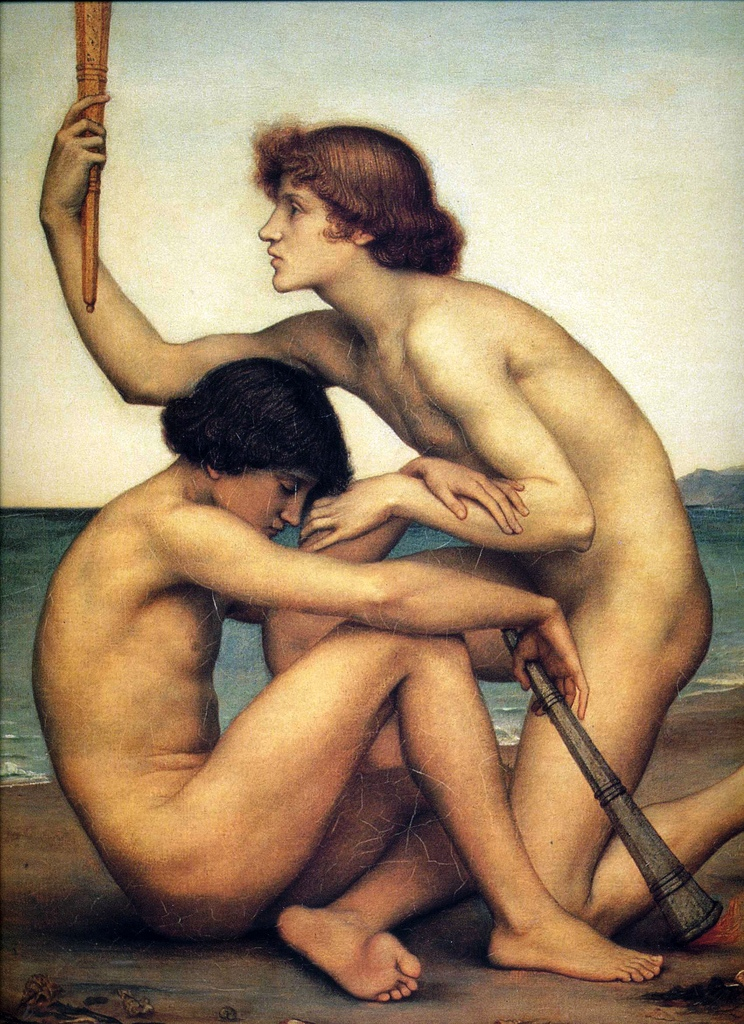
Phosphorus ed Hesperus, ognuno con la sua torcia.

Espero rappresenta la luce del pianeta Venere che poco prima del tramonto diventa luminoso e spesso rimane visibile fino al sopraggiungere della luce delle stelle ed è stato raffigurato come un bambino nudo che trasporta una torcia splendente.
Mentre in una fase iniziale la "Stella della Sera" (chiamato Hesperus dai greci e che divenne Vesperus per i latini) e la "Stella del Mattino" (chiamata Fosforo o Eosforo), erano considerati come due oggetti celesti differenti, in seguito i popoli dell'Antica Grecia compresero che i due erano la stessa cosa, e anche le due divinità vennero progressivamente assimilate.
Fu Pitagora a identificare nel pianeta Venere sia la stella della sera (Espero), che quella del mattino (Fosforo).
Più tardi, nella mitologia romana, Fosforo ed Espero vennero identificati come una singola divinità che prese il nome di  Lucifero, ovvero "Portatore di luce". 
Lucifero, infine, divenne la personificazione del Demonio nel cristianesimo.

## Cultura moderna
Francesco Guccini lo cita nella canzone Bisanzio, inserita nell'album Metropolis.